# 이슈구
이슈구(한국어: 의수구, 중국어: 宜秀区, 병음: Yíxiù Qū)는 중화인민공화국 안후이성 안칭 시의 현급 행정구역이다. 넓이는 410km2이고, 인구는 2007년 기준으로 250,000명이다.

## 행정 구역
2개 가도, 3개 진, 2개 향을 관할한다.
- 가도: 大桥街道, 菱北街道.
- 진: 杨桥镇, 大龙山镇, 罗岭镇.
- 향: 白泽湖乡, 五横乡.